# Frontière entre le Brésil et le Suriname
La frontière entre le Brésil et le Suriname sépare les territoires de deux pays sud-américains, le Suriname et le Brésil; longue de 593 km c'est la plus petite frontière du Brésil.

## Tracé
La frontière débute sur le plateau des Guyanes par un tripoint ou se rejoignent la frontière entre le Brésil et la France, la frontière entre la France et le Suriname et celle entre le Brésil et le Suriname (coordonnées géographiques : 2° 20′ 15,2″ N, 54° 26′ 04,4″ O). Puis elle court plein ouest sur 593 km le long de la ligne de partage des eaux  entre le bassin de l'Amazone et les fleuves guyanais se jetant directement dans l'Atlantique.  Elle rejoint ensuite une trijonction d'où débutent la frontière entre le Brésil et le Guyana et celle entre le Guyana et le Suriname (coordonnées géographiques : 1° 56′ 58,2″ N, 56° 28′ 24,5″ O). 60 bornes matérialisent la frontière sur le terrain.

## Histoire
En 1906 le Brésil et les Pays-Bas dont le Suriname était alors une colonie fixèrent la limite entre les deux territoires sur la ligne de partage des eaux, cet accord fut ratifié deux ans plus tard mais c'est seulement en 1931 que fut signé le protocole visant à démarquer  la frontière sur le terrain, cette tache fut accomplie de 1935 à 1936 par une commission mixte brésilo-néerlandaise. Cette frontière située dans une zone extrêmement reculée et pratiquement vide d'hommes ne fit jamais l'objet de litiges, encore de nos jours elle n'est franchie par aucune voie de communication.